# 팡코구
팡코구(Pankow)는 독일 베를린의 세 번째 자치구이다. 2001년 베를린 행정 구역 개편으로 과거의 팡코구, 프렌츨라우어 베르크구, 바이센제구가 합쳐져서 형성되었다.